# 主束
数学において、主束（しゅそく、英: principal bundle）は、枠束を抽象化した概念である。
ここで枠束（英: frame bundle）とは、ファイバー束であって、任意の一点上のファイバー（繊維）が、あるベクトル空間における並び順の付いた基底全体の集合からなるものである。
主束は、構造群と呼ばれるある与えられた群 G により、ファイバーが G の主等質空間（英：principal homogeneous space）（G が自由かつ推移的に作用する集合のこと。G-トルソ（英：G-torsor）ともいう）になるものとして特徴付けられる。
これは、一般枠束におけるベクトル空間の全基底に対する一般線型群の作用を一般化したものである。
さらに、主 G 束（しゅ G そく、英: principal G-bundle）とは、ファイバー束であって、全てのファイバーが位相群 G の群の作用により主等質空間になるものをいう。
主 G 束は、群 G が束の構造群にもなるという意味で、G 束である。
主束は、位相幾何学および微分幾何学で重要な応用を有する。
主束は物理においても、ゲージ理論の根本的枠組みの一部を構成するという応用を見出した。
構造群 G を有するすべてのファイバー束は、一意に主 G 束を決定し、この主束により元の束が再構成できるという意味で、主束は、ファイバー束の理論に統一的枠組みを与える。

## 定義
主 G 束とは、ファイバー束 π : P → X と、位相群 G による連続の右作用 P × G → P を合わせた概念であって、G が P のファイバーを保存し、その上に自由かつ推移的に作用するもののことをいう。
主束の抽象ファイバーは、G 自身である。
（場合により、底空間 X にハウスドルフ空間であることを要求し、時としてパラコンパクトであることも要求することがある。）
G の作用による軌道は、π : P → X のファイバーに完全に一致し、軌道空間 P/G は底空間 X と同相である。
G の主等質空間は、G に同相な空間だが、単位元として適切な、あるいは自然な選択がないため、群の構造を欠く。
主 G 束はまた、ファイバー G を有する G 束 π : P → X であって、構造群 G がファイバーに左乗法により作用するものということができる。
ファイバーに対する G の右乗法は、構造群の作用と可換なため、P の上への G の右乗法の不変な概念が存在する。
従って、π のファイバーは、この作用に関し、G の右主等質空間になる。
主 G 束は、滑らかな多様体の圏として定義することもできる。
ここで、π : P → X は、滑らかな多様体間の滑らかな写像、G はリー群、対応する P の上への作用は滑らかであることが要件となる。

## 例
滑らかな多様体 M の枠束は、滑らかな主束の原型をなす例であり、しばしば FM または GL(M) と記す。
ここで、任意の点 x ∈ M の上のファイバーは、接空間 TxM に関する枠（並び順の付いた基底）全体の集合である。
一般線型群 GL(n,R) は、これら枠に単純推移的（推移的であって各点の、固定部分群が単位元だけからなること）に作用する。
これらのファイバーを自然に同一視することにより、M 上の主 GL(n,R) 束を得る。
上記例の発展として、リーマン多様体 (M,g) 上の直交枠束（ちょっこうわくそく、英：orthogonal frame bundle）または正規直交枠束（せいきちょっこうわくそく、英：orthonormal frame bundle） O(M) がある。
ここで、枠は、リーマン計量 g に関し正規直交なもののみ取り、構造群は直交群 O(n) である。
一般に、E を、M 上の階数 k の任意のベクトル束とすると、E の枠の束は、主 GL(k,R) 束で、時として F(E) と書く。
正則被覆空間 p : C → X は、構造群 π1(X)/p*π1(C) がモノドロミー作用を通じて C に作用する主束である。
特に、X の普遍被覆は、構造群  π1(X) を有する主束である。
G を任意のリー群、H を閉部分群（正規部分群である必要はない）とする。
すると、G は、左剰余類 G/H 上の主 H 束になる。
ここで、H の G への作用は左乗法である。
（この例では、単位元を含む特別なファイバーが一つあり、それは自然に H に同型である。）
射影 π: S1 ∋ z → z2 ∈ S1 を考える。
この主 Z2 束は、メビウスの帯に同伴する束である。
自明な束を除き、これは S1 上の唯一の主 Z2 束である。
射影空間は、主束のさらに興味深い例を与える。
n 次元球面 Sn は、実射影空間 RPn の二重被覆空間である。
O(1) の Sn 上の自然な作用により、Sn は RPn 上の主 O(1) 束になる。
同様に、S2n+1 は複素射影空間 CPn 上の主 U(1) 束に、また、
S4n+3 は四元射影空間 HPn 上の主 Sp(1) 束になる。
この様に、任意の正整数 n に対し、一連の主束を得る。
{\displaystyle {\mbox{O}}(1)\to S(\mathbb {R} ^{n+1})\to \mathbb {RP} ^{n}}
{\displaystyle {\mbox{U}}(1)\to S(\mathbb {C} ^{n+1})\to \mathbb {CP} ^{n}}
{\displaystyle {\mbox{Sp}}(1)\to S(\mathbb {H} ^{n+1})\to \mathbb {HP} ^{n}}
ここで S(V) は、（ユークリッド計量を有する） V 内の単位球面とする。
この例のすべての場合は、ホップ束（英：Hopf bundle）という。

## 自明性および切断
ファイバー束が自明（つまり、積束に同型）か否かは、ファイバー束に関する最も重要な問題の一つである。
主束においては、自明性に関する便利な特性がある。
定理：　主束は、大域的切断がある場合に限り、自明である。
これは、他のファイバー束に関しては成立しない。
例えば、ベクトル束は、それが自明か否かに関わらず、零切断を常に有する。
同じ定理は、主束の局所的自明性に関しても適用できる。
π : P → X を主 G 束とする。
開集合 U ⊆ X は、U 上の局所的切断を有する場合に限り、局所的に自明となる。
局所的自明性 Φ : π−1(U) → U × G が与えられたとき、同伴する局所的切断
s : U ∋ x → s(x) = Φ−1(x,e) ∈ π−1(U)
が定義できる。
ここに、e は G の単位元である。
反対に、局所的切断 s が与えられたとき、局所的自明性 Φ : π−1(U) → U × G を
Φ−1(x,g) = s(x)·g
により定義できる。
G が P のファイバーに単純推移的に作用することから、この写像が全単射になることが保証される。
この写像はまた、同相写像であることがわかる。
局所的切断により定義される局所的自明性は、以下の意味で G 同値である。
Φ : π−1(U) ∋ p → Φ(p) = (π(p),φ(p)) ∈ U × G
と書くと、写像 φ : P → G は、
φ(p·g) = φ(p)g
を満たす。
従って、同値な自明性は、ファイバーの G の主等質空間としての構造を保存する。
同伴する局所的切断 s に関して、写像 φ は
φ(s(x)·g) = g
により与えられる。
つまり、切断定理の局所化は、主束の同値な局所的自明性が局所的切断と一対一対応することを主張するものである。
P の同値な局所的自明性 ({Ui}, {Φi} が与えられたとき、各 Ui 上で局所的切断 si が得られる。
重なり合う部分では、構造群 G の作用により、これらは互いに関係しなければならない。
実際、推移関数
{\displaystyle s_{j}(x)=s_{i}(x)\cdot t_{ij}(x)}
により、この関係が証明される。
任意の x ∈ Ui ∩ Uj に対し、
{\displaystyle s_{j}(x)=s_{i}(x)\cdot t_{ij}(x)}
である。

## 滑らかな主束の特徴
π : P → X が滑らかな主 G 束ならば、G は P に自由かつ固有（連続写像であって、コンパクト集合の逆像がコンパクトになるもの）に作用するため、軌道空間 P/G は底空間 X と微分同相である。
これらの特性により、滑らかな主束は完全に特徴付けられる。
つまり、P が滑らかな多様体、G がリー群、μ : P × G → P が滑らか、自由かつ固有な右作用であれば、
- P/G は滑らかな多様体である。
- 自然な射影 π : P → P/G は滑らかな沈め込み（英：submersion）である。
- P は P/G 上の G 主束である。

## 構造群の縮小
部分群 H ⊆ G が与えられた場合、P/H を、ファイバーが同値類 G/H に同相である主束と考えることができる。
この新しい束が大域的な切断を有する場合、その切断は、構造群 G の H への縮小であるという。
この名前が付けられたのは、この切断の値のファイバーに関する逆像は、主 H 束である P の部分束を形作るからである。
H が単位元のとき、P の切断自身は、構造群を単位元に縮小したものになる。
構造群の縮小は、常に存在するとは限らない。
逆に、構造群の拡大は常に存在する。
束の構造に関する位相的な疑問の多くは、構造群の縮小可能性の問題に置き換えることができる。
例えば、
- 2n 次元実多様体は、その多様体上の枠束（ファイバーは {\displaystyle GL(2n,\mathbb {R} )}）の構造群 {\displaystyle GL(2n,\mathbb {R} )} が、群 {\displaystyle GL(n,\mathbb {C} )\subset GL(2n,\mathbb {R} )} に縮小できるとき、概複素構造を有する。

- n 次元多様体は、その枠束が平行化可能（英：parallelisable）、つまり枠即に大域的切断が存在するとき、n 個のベクトル場であって、各点で互いに線型独立であるものが存在する。

- n 次元実多様体は、その枠束の構造群を {\displaystyle GL(k,\mathbb {R} )\subset GL(n,\mathbb {R} )} に縮小できるとき、k 次元超平面の場を有する。

## 同伴するベクトル束および枠
P が主 G 束で、V が G の線型表現のとき、ベクトル束 E = P ×G V を、直積 P × V への G の対角的作用による商として構成できる。
これは、同伴束の構成の特別な事例であって、E は P に同伴するベクトル束という。
G の V 上の表現が忠実（単射表現）で、従って G が一般線型群 GL(V) の部分群である場合、E は G 束で、P は E の枠束の構造群に関し、GL(V) から G への縮小を与える。
これは、主束が枠束の抽象的な構成を提供する意味である。